# Полет 302 на „Етиопиън Еърлайнс“
Полет 302 на „Етиопиън Еърлайнс“ е редовен международен пътнически полет от международното летище „Боле“ в Адис Абеба, Етиопия, до международното летище „Джомо Кенята“ в Найроби, Кения. На 10 март 2019 г. самолетът „Боинг 737 МАКС 8“, който изпълнява полета, се разбива близо до град Бишофту шест минути след излитане, умират всички 157 души на борда.
Това е най-смъртоносният инцидент на „Етиопиън Еърлайнс“ към този момент, след като надминава фаталното отвличане на полет 961 на „Етиопиън Еърлайнс“, което довежда до катастрофа близо до Коморските острови през 1996 г. със 125 загинали души. Това е и най-смъртоносният самолетен инцидент в Етиопия, като до този момент катастрофата на Антонов Ан-26 на етиопските военновъздушни сили през 1982 г. със 73 загинали души на борда е най-смъртоносна. Това е вторият инцидент с „МАКС 8“ за по-малко от пет месеца след катастрофата на полет 610 на „Лайън Еър“ в Яванско море. Катастрофите довеждат до двугодишно спиране на самолета в световен мащаб и разследване на това как самолетът е одобрен за обслужване на пътници.
Специален доклад от близо 250 страници посочва, че причините за падането на самолета са няколко, сред които „поредица от технически неизправности в дизайна на самолета, съчетани с „регулаторно улавяне“ и прекалено тясна връзка между „Боинг“ и федералния регулатор“. „Боинг“ също така не споделя и важна информация за система за безопасност, наречена MCAS, предназначена да противодейства автоматично на тенденцията на самолета да се издига нагоре. Според Конгреса на САЩ „културата на укриване“ е причината за инцидента, който се дължи и на нежеланието на производителя да споделя технически подробности.
През 2021 г. „Боинг“ се съгласява да изплати 2,5 милиарда щ. д. под формата на санкции и обезщетения и за създаване на фонд за компенсиране на семействата на 346-те пътници, които загиват в двете катастрофи с „Боинг 737 МАКС 8“ през 2018 г. и 2019 г.